# خورخه گارسیا (بازیکن فوتبال، زاده ۱۹۵۷)
خورخه گارسیا (انگلیسی: Jorge García; ۱۰ اوت ۱۹۵۷ – ۱۵ دسامبر ۲۰۲۰) بازیکن فوتبال اهل اسپانیا بود.
از باشگاه‌هایی که در آن بازی کرده‌است می‌توان به باشگاه فوتبال دپورتیوو لاکرونیا اشاره کرد.